# Hydrostachys trifaria
Hydrostachys trifaria är en tvåhjärtbladig växtart som beskrevs av Joseph Marie Henry Alfred Perrier de la Bâthie. Hydrostachys trifaria ingår i släktet Hydrostachys och familjen Hydrostachyaceae. Utöver nominatformen finns också underarten H. t. multisquamata.